# 源光信
源 光信（みなもと の みつのぶ）は、平安時代末期の武将。出羽守源光国の長男。通称は出羽判官、土佐判官。鳥羽院四天王の一人。土岐光信とも記される。

## 生涯
白河・鳥羽両院に仕えて、北面武士や検非違使を務めた。大治4年（1129年）正月、前年に武者所を殺害したとして右獄に収監されていた郎党が赦免された際、この郎党の帰属を主張した源為義と争いとなり、互いに兵を挙げてこれの奪取を図ったことから合戦に発展しかけた（『中右記』）。また白河院崩御後の同年11月に南都で仏師長円襲撃事件が起こると真っ先に興福寺内を捜索した。
同年、21年前に出雲で平正盛に討伐されたはずの源義親を名乗る者が京に現れ、鳥羽院の意向で前関白・藤原忠実の屋敷に匿われたが、大治5年（1130年）、もう一人の義親が大津から現れ、10月、この二人は四条大宮にある光信の邸宅の前で合戦を演じた。結果、大津義親が敗れ贋物だと自白したが、怒った光信は11月に騎馬武者20、徒歩武者4、50名を率いて忠実の屋敷に夜襲し、義親とその郎党十数人を殺害した（源義親の乱）。
この事件で光信は罪を問われて土佐国へ流刑となったが、事件の背後には白河院没後の故院勢力（平忠盛ら）と摂関家および上皇との争いがあった。康治2年（1143年）、配流を解かれ本位に復したが、2年後の久安元年（1145年）に53歳で没した（享年は55、64とも）。

## 系譜
- 父：源光国（1063-1147）
- 母：左衛門尉家実女
- 妻：藤原佐実の娘
  - 長男：源光基
- 妻：左衛門尉清俊の娘
  - 男子：源光長（?-1184）
- 生母不明の子女
  - 男子：源光重 - 源仲政の養子
  - 男子：源光義
  - 男子：源国時
  - 男子：源信保
  - 女子：石清水八幡宗清法印室